# Deriba
Deriba je vyhaslá sopka, nacházející se v pohoří Džabal Marra (ve volném překladu zlá hora) v provincii Dárfúr v západní části Súdánu. Vrchol dosahuje výšky 3042 metrů. Po vyhlášení nezávislosti Jižního Súdánu v roce 2011 se stala nejvyšší horou Súdánu.
V jejím kráteru se v nadmořské výšce 2200 metrů nachází dvě sladkovodní jezera.

## Galerie

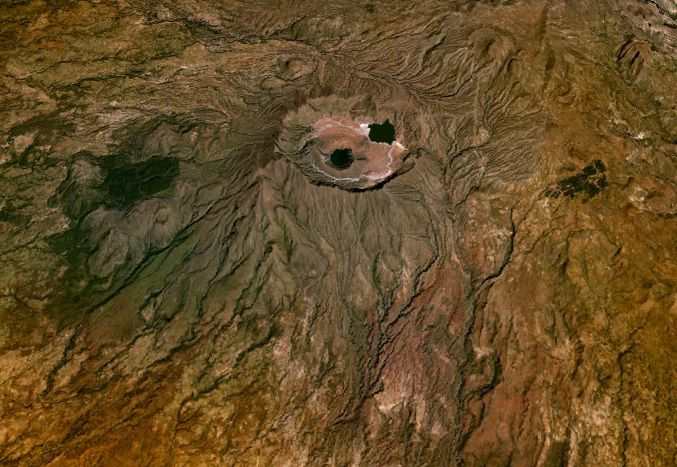
Satelitní snímek z programu NASA World Wind

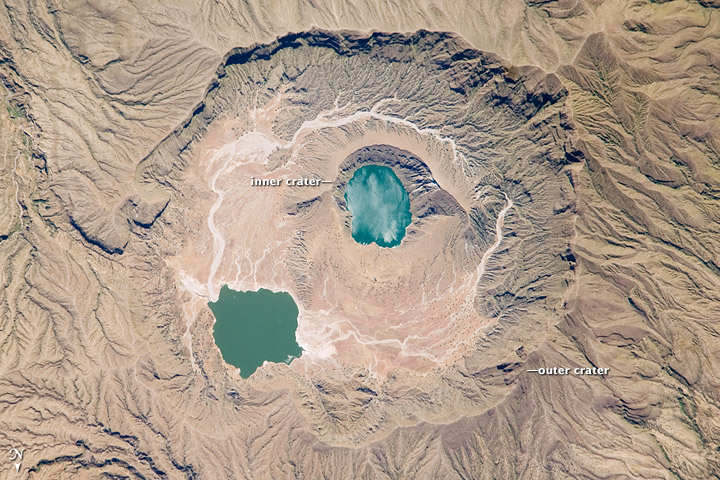
Vnitřní a vnější kráter Deriby vyfotografovaný z ISS